# Ana María Fagundo Guerra
Ana María Fagundo Guerra (Santa Cruz de Tenerife, 13 de marzo de 1938 – Madrid, 13 de junio de 2010) fue una poeta española. 

## Trayectoria
En 1950, ingresó en la Escuela Profesional de Comercio de su ciudad natal, donde obtuvo el título de Perito Mercantil en 1955 y, tres años después, el de Profesora Mercantil. En 1958, recibió la beca Anne Simpson para estudiar en la Universidad de Redlands en California, donde se graduó en 1963 con especializaciones en Literatura Inglesa y Española. Pasó luego a estudiar en las Universidades de Illinois y Washington, obteniendo de esta última el Doctorado en Literatura Comparada (1967). Su carrera docente como catedrática de Literatura Española en la Universidad de California, Riverside, se extiende de 1967 a 2001.
Durante este periodo publica numerosos trabajos sobre literatura española, hispanoamericana y norteamericana, y fue, además directora-fundadora de Alaluz, revista literaria en la que siempre tuvieron cabida los escritores de las Islas. Además compaginó su trabajo como catedrática con la creación poética, publicando doce libros de poemas entre 1965 y 2008. Sus poemas han sido traducidos al inglés, francés, portugués, italiano, alemán, polaco, lituano y chino. Su incursión en el campo de la narrativa se tradujo en su único libro de cuentos, La miríada de los sonámbulos (1994). Como parte de su labor crítica ha publicado numerosos ensayos sobre la literatura española de la posguerra, así como dos libros sobre literatura norteamericana o el titulado Literatura Femenina de España y las Américas (1995).
Fue galardonada con el Premio Carabela de Oro (1977) por su poemario Invención de la luz, con la Medalla Lucila Palacios del Círculo de Escritores de Venezuela (1996) y el Premio Isla del periódico canario La Opinión (2005).
En el año 2007, donó su biblioteca y archivo personal a la Universidad de La Laguna (Tenerife). La biblioteca, que en general versa sobre literatura española e hispanoamericana, especialmente de poesía, consta de 4.700 monografías, 110 títulos de publicaciones periódicas, y otros materiales (diapositivas, cintas magnéticas, etc.).  Su archivo personal está compuesto por una decena de libretas manuscritas con sus diarios, documentación personal y fotografías. En él destaca especialmente la correspondencia que mantuvo durante su periodo como directora de la revista Alaluz (unas 3000 cartas), además de la recopilación de artículos de prensa y otros documentos relativos a su obra y a su labor crítica sobre otros autores. La biblioteca de la autora está incorporada al catálogo en línea de la Biblioteca de la Universidad de La Laguna , pero el archivo aún está en fase de inventario.
Ana María Fagundo falleció en Madrid, en junio de 2010.